# Amorphisation

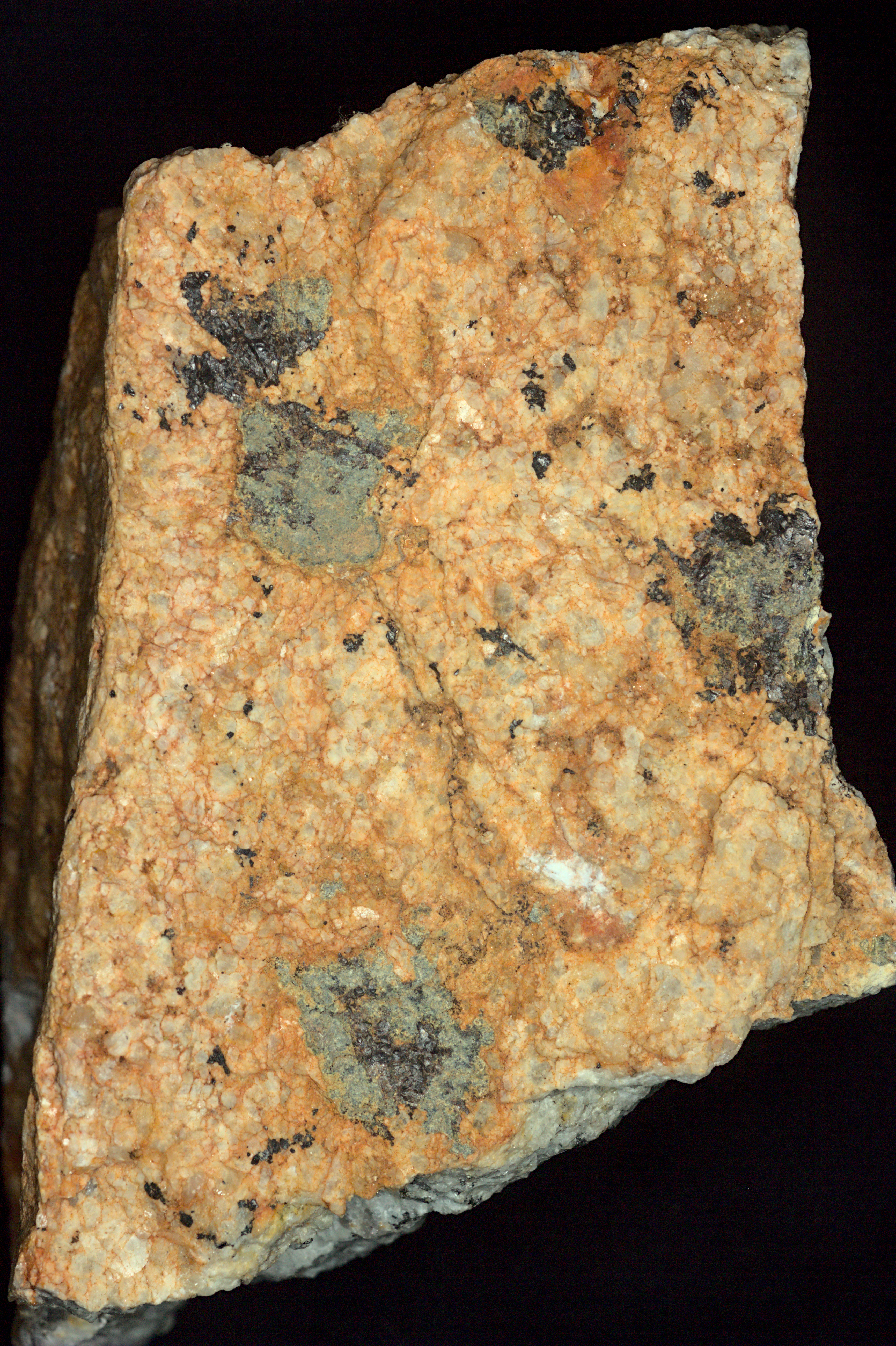
Métamict gris-noir Th-Uranitite (ou peut-être Davidite) sur gneiss granitique de Crokers Well, Olary, Australie méridionale.

L'amorphisation est la transformation d'un matériau cristallin en un solide amorphe. Un matériau ainsi amorphisé est dit métamicte.

## Caractéristiques
L'amorphisation d'un minéral réduit son indice de réfraction (supprime aussi la biréfringence si elle était présente), sa dureté et sa densité. Elle affecte également sa couleur : les minéraux métamictes sont généralement verts, bruns ou noirâtres. L'amorphisation élargit aussi les bandes du spectre d'absorption d'un minéral mais, curieusement, n'affecte pas sa dispersion.

## Origine
L'amorphisation résulte de l'accumulation de défauts cristallins.
- Elle se produit naturellement dans les minéraux riches en uranium ou en thorium, en raison des dégâts provoqués dans la matrice cristalline par le recul des atomes subissant une fission spontanée. Les principaux minéraux susceptibles de s'amorphiser naturellement (on dit aussi « se métamictiser ») sont le zircon, la monazite, l'allanite, la gadolinite, l'ékanite, la thorite et la titanite.
- Elle peut aussi se produire quand on implante des ions dans un matériau.

L'amorphisation est une nuisance pour la géochronologie (datations uranium-thorium et plomb-plomb (en)) car la destruction de la structure cristalline facilite la diffusion chimique et donc la perte (ou le gain) des isotopes radiogéniques. Pour la même raison c'est un risque pour l'enfouissement des déchets radioactifs, par l'accroissement des possibilités de fuites.

## Réversibilité
L'amorphisation n'est pas complètement irréversible : au dessus d'une certaine température, dite « température critique d'amorphisation », l'agitation thermique permet une restauration de la structure cristalline, un effacement des défauts (recuit). Selon les cas, la datation par les traces de fission permet donc de remonter, soit à l'âge de formation du minéral, soit seulement au dernier épisode de métamorphisme ayant restauré l'intégrité du cristal.
La température critique d'amorphisation dépend du minéral considéré, elle vaut environ 740 °C pour le zircon mais seulement 175 °C pour la monazite.
Contrairement aux zircons, les monazites naturelles sont très rarement métamictes, en raison d'un mécanisme de cicatrisation à basse température élucidé en 2018 et appelé α-healing (« recuit-alpha »),.